# Бакарісас
Бакарі́сас (кат. Vacarisses) — муніципалітет, розташований в Автономній області Каталонія, в Іспанії. Код муніципалітету за номенклатурою Інституту статистики Каталонії — 82917. Знаходиться у районі (кумарці) Бальєс-Уксідантал (коди району — 40 та VC) провінції Барселона, згідно з новою адміністративною реформою перебуватиме у складі Баґарії (округи) Барселона. 

## Населення
Населення міста (у 2007 р.) становить 5.431 особа (з них менше 14 років — 20,8%, від 15 до 64 — 68,8%, понад 65 років — 10,4%). У 2006 р. народжуваність склала 96 осіб, смертність — 26 осіб, зареєстровано 40 шлюбів. У 2001 р. активне населення становило 1.697 осіб, з них безробітних — 155 осіб.

Серед осіб, які проживали на території міста у 2001 р., 2.345 народилися в Каталонії (з них 1.372 особи у тому самому районі, або кумарці), 722 особи приїхали з інших областей Іспанії, а 106 осіб приїхало з-за кордону. 

Університетську освіту має 12,9% усього населення. 

У 2001 р. нараховувалося 1.168 домогосподарств (з них 20,2% складалися з однієї особи, 29,1% з двох осіб,22,9% з 3 осіб, 20,6% з 4 осіб, 5% з 5 осіб, 1,6% з 6 осіб, 0,3% з 7 осіб, 0,2% з 8 осіб і 0% з 9 і більше осіб).

Активне населення міста у 2001 р. працювало у таких сферах діяльності : у сільському господарстві — 0,5%, у промисловості — 33,5%, на будівництві — 11,3% і у сфері обслуговування — 54,7%. 

 У муніципалітеті або у власному районі (кумарці) працює 1.637 осіб, поза районом — 1.201 особа.

### Безробіття
У 2007 р. нараховувалося 229 безробітних (у 2006 р. — 207 безробітних), з них чоловіки становили 34,9%, а жінки — 65,1%.

## Економіка

### Підприємства міста

#### Промислові підприємства
| \| Промислові підприємства міста, за сферою діяльності \| Промислові підприємства міста, за сферою діяльності \| Промислові підприємства міста, за сферою діяльності \| \| Рік \| 2002 р. \| 2001 р. \| \| --------------------------------------------------- \| --------------------------------------------------- \| --------------------------------------------------- \| \| Енергетичні та водні ресурси \| 6,5% \| 6,7% \| \| Хімія та метали \| 23,9% \| 24,4% \| \| Переробка металів \| 37% \| 42,2% \| \| Продукти харчування \| 0% \| 0% \| \| Текстиль \| 13% \| 13,3% \| \| Виробництво меблів, видання \| 6,5% \| 6,7% \| \| Інше \| 13% \| 6,7% \| \| Усього підприємств \| 46 \| 45 \| |         |         |
| Промислові підприємства міста, за сферою діяльності |         |         |
| Рік | 2002 р. | 2001 р. |
| Енергетичні та водні ресурси | 6,5%    | 6,7%    |
| Хімія та метали | 23,9%   | 24,4%   |
| Переробка металів | 37%     | 42,2%   |
| Продукти харчування | 0%      | 0%      |
| Текстиль | 13%     | 13,3%   |
| Виробництво меблів, видання | 6,5%    | 6,7%    |
| Інше | 13%     | 6,7%    |
| Усього підприємств | 46      | 45      |

#### Роздрібна торгівля
| \| Підприємства роздрібної торгівлі міста, за сферою діяльності \| Підприємства роздрібної торгівлі міста, за сферою діяльності \| Підприємства роздрібної торгівлі міста, за сферою діяльності \| \| Рік \| 2002 р. \| 2001 р. \| \| ------------------------------------------------------------ \| ------------------------------------------------------------ \| ------------------------------------------------------------ \| \| Продукти харчування \| 23,5% \| 25,8% \| \| Одяг та взуття \| 8,8% \| 6,5% \| \| Товари для дому \| 5,9% \| 6,5% \| \| Книги та періодичні видання \| 2,9% \| 3,2% \| \| Промислова хімічна продукція \| 11,8% \| 9,7% \| \| Продукція, пов'язана з транспортними засобами \| 2,9% \| 3,2% \| \| Інше \| 44,1% \| 45,2% \| \| Усього підприємств \| 34 \| 31 \| |         |         |
| Підприємства роздрібної торгівлі міста, за сферою діяльності |         |         |
| Рік | 2002 р. | 2001 р. |
| Продукти харчування | 23,5%   | 25,8%   |
| Одяг та взуття | 8,8%    | 6,5%    |
| Товари для дому | 5,9%    | 6,5%    |
| Книги та періодичні видання | 2,9%    | 3,2%    |
| Промислова хімічна продукція | 11,8%   | 9,7%    |
| Продукція, пов'язана з транспортними засобами | 2,9%    | 3,2%    |
| Інше | 44,1%   | 45,2%   |
| Усього підприємств | 34      | 31      |

#### Сфера послуг
| \| Підприємства міста, що працюють у сфері послуг, за діяльністю \| Підприємства міста, що працюють у сфері послуг, за діяльністю \| Підприємства міста, що працюють у сфері послуг, за діяльністю \| \| Рік \| 2002 р. \| 2001 р. \| \| ------------------------------------------------------------- \| ------------------------------------------------------------- \| ------------------------------------------------------------- \| \| Гуртова торгівля \| 8,4% \| 7,6% \| \| Готелі та готельний бізнес \| 21% \| 23,8% \| \| Транспорт та зв'язок \| 28,6% \| 28,6% \| \| Посередницькі фінансові послуги \| 1,7% \| 1,9% \| \| Послуги підприємствам \| 5,9% \| 4,8% \| \| Послуги фізичним особам \| 21% \| 21,9% \| \| Нерухомість та ін. \| 13,4% \| 11,4% \| \| Усього підприємств \| 119 \| 105 \| |         |         |
| Підприємства міста, що працюють у сфері послуг, за діяльністю |         |         |
| Рік | 2002 р. | 2001 р. |
| Гуртова торгівля | 8,4%    | 7,6%    |
| Готелі та готельний бізнес | 21%     | 23,8%   |
| Транспорт та зв'язок | 28,6%   | 28,6%   |
| Посередницькі фінансові послуги | 1,7%    | 1,9%    |
| Послуги підприємствам | 5,9%    | 4,8%    |
| Послуги фізичним особам | 21%     | 21,9%   |
| Нерухомість та ін. | 13,4%   | 11,4%   |
| Усього підприємств | 119     | 105     |

## Житловий фонд
У 2001 р. 6,4% усіх родин (домогосподарств) мали житло метражем до 59 м2, 30,2% — від 60 до 89 м2, 30,6% — від 90 до 119 м2 і
32,8% — понад 120 м2.

З усіх будівель у 2001 р. 88,9% було одноповерховими, 9,7% — двоповерховими, 1,4
% — триповерховими, 0,1% — чотириповерховими, 0% — п'ятиповерховими, 0% — шестиповерховими,
0% — семиповерховими, 0% — з вісьмома та більше поверхами.

## Автопарк
| \| Автомобілі, зареєстровані у місті, за призначенням \| Автомобілі, зареєстровані у місті, за призначенням \| Автомобілі, зареєстровані у місті, за призначенням \| \| Рік \| 2006 р. \| 2005 р. \| \| -------------------------------------------------- \| -------------------------------------------------- \| -------------------------------------------------- \| \| Приватні автомобілі \| 62,6% \| 64,7% \| \| Мотоцикли \| 11,5% \| 10,1% \| \| Вантажівки \| 21% \| 21,1% \| \| Трактори \| 0,8% \| 0,8% \| \| Автобуси та ін. \| 4% \| 3,3% \| \| Усього автомобілів \| 4.023 шт. \| 3.635 шт. \| |           |           |
| Автомобілі, зареєстровані у місті, за призначенням |           |           |
| Рік | 2006 р.   | 2005 р.   |
| Приватні автомобілі | 62,6%     | 64,7%     |
| Мотоцикли | 11,5%     | 10,1%     |
| Вантажівки | 21%       | 21,1%     |
| Трактори | 0,8%      | 0,8%      |
| Автобуси та ін. | 4%        | 3,3%      |
| Усього автомобілів | 4.023 шт. | 3.635 шт. |

## Вживання каталанської мови
У 2001 р. каталанську мову у місті розуміли 97,5% усього населення (у 1996 р. — 96,9%), вміли говорити нею 76,6% (у 1996 р. — 
80%), вміли читати 75,9% (у 1996 р. — 76,3%), вміли писати 54,9
% (у 1996 р. — 51,5%). Не розуміли каталанської мови 2,5%.

## Політичні уподобання
У виборах до Парламенту Каталонії у 2006 р. взяло участь 1.866 осіб (у 2003 р. — 1.733 особи). Голоси за політичні сили розподілилися таким чином:
| \| Вибори до Парламенту Каталонії \| Вибори до Парламенту Каталонії \| Вибори до Парламенту Каталонії \| \| Рік \| 2006 р. \| 2003 р. \| \| -------------------------------------- \| ------------------------------ \| ------------------------------ \| \| Конвергенція та Єднання (CiU) \| 30,1% \| 31,6% \| \| Соціалістична партія Каталонії (PSC) \| 25,5% \| 28,5% \| \| Народна партія (PP) \| 9,4% \| 9,5% \| \| Ініціатива за зелену Каталонію (IC) \| 10,7% \| 7,5% \| \| Республіканська лівиця Каталонії (ERC) \| 19% \| 21,9% \| \| Громадянська партія (C's) \| 2,1% \| 0% \| \| Інші \| 3,2% \| 1% \| |         |         |
| Вибори до Парламенту Каталонії |         |         |
| Рік | 2006 р. | 2003 р. |
| Конвергенція та Єднання (CiU) | 30,1%   | 31,6%   |
| Соціалістична партія Каталонії (PSC) | 25,5%   | 28,5%   |
| Народна партія (PP) | 9,4%    | 9,5%    |
| Ініціатива за зелену Каталонію (IC) | 10,7%   | 7,5%    |
| Республіканська лівиця Каталонії (ERC) | 19%     | 21,9%   |
| Громадянська партія (C's) | 2,1%    | 0%      |
| Інші | 3,2%    | 1%      |

У муніципальних виборах у 2007 р. взяло участь 2.362 особи (у 2003 р. — 1.905 осіб). Голоси за політичні сили розподілилися таким чином:
| \| Муніципальні вибори \| Муніципальні вибори \| Муніципальні вибори \| \| Рік \| 2007 р. \| 2003 р. \| \| -------------------------------------- \| ------------------- \| ------------------- \| \| Конвергенція та Єднання (CiU) \| 7,5% \| 16% \| \| Соціалістична партія Каталонії (PSC) \| 26,1% \| 20,2% \| \| Народна партія (PP) \| 4,5% \| 2% \| \| Ініціатива за зелену Каталонію (IC) \| 6,8% \| 5,5% \| \| Республіканська лівиця Каталонії (ERC) \| 18,2% \| 7,1% \| \| Громадянська партія (C's) \| 0% \| 0% \| \| Інші \| 37% \| 49,2% \| |         |         |
| Муніципальні вибори |         |         |
| Рік | 2007 р. | 2003 р. |
| Конвергенція та Єднання (CiU) | 7,5%    | 16%     |
| Соціалістична партія Каталонії (PSC) | 26,1%   | 20,2%   |
| Народна партія (PP) | 4,5%    | 2%      |
| Ініціатива за зелену Каталонію (IC) | 6,8%    | 5,5%    |
| Республіканська лівиця Каталонії (ERC) | 18,2%   | 7,1%    |
| Громадянська партія (C's) | 0%      | 0%      |
| Інші | 37%     | 49,2%   |